# Luis Carbajo
Luis  Carbajo Dergal (17 de enero de 1937-19 de diciembre de 1997)
fue un periodista y conductor de programas televisuales mexicano.

## Biografía
A las 23 horas del viernes 11 de septiembre de 1981 inauguró en el Canal 11 del Instituto Politécnico Nacional (IPN), el programa Buenos días. Las emisiones duraban de siete a ocho horas continuas.
En numerosas ocasiones añadía toques de humor en sus intervenciones y en las entrevistas que realizaba.
Disfrutó de la amistad del periodista y también conductor Ricardo Rocha.
Su padre, el médico, compositor y trotamundos Roque Carbajo (1910-1994), compuso el bolero "Hoja seca" y "Los cocos", entre otras canciones.

### Deceso
El conductor Luis Carbajo murió en la Ciudad de México, el 19 de diciembre de 1997.

## Programas que condujo
- Buenos días (1981-1985), Canal 11 del IPN
- Comenzamos, Canal 7 de Imevisión